# Бурные волны
«Бурные волны» (яп. 波濤図屏風) — роспись по двустворчатой ширме японского художника Огаты Корина, созданная примерно в 1704–1709 годы. С 1926 года после передачи от фонда Флетчера работа находится в собрании Метрополитен-музея в Нью-Йорке.
Многие художники Японии и других стран стремились на своих работах передать мимолётное состояние накатывающих морских волн. Морская тематика изображалась не только на свитках и шёлке, но и веерах, ширмах и предметах декора. Роспись Огаты Корина «Бурные волны» является одним из ярчайших изображений неприступной морской стихии в японской живописи. Художник передал угрожающий и опасный характер волн при помощи удлинённых и контрастно очерченных, похожих на пальцы рук или когти дракона гребней волны и морской пены. Для создания этой росписи Огата Корин использовал древнекитайскую технику рисования с двумя кистями, скреплёнными друг с другом в одной руке. Материалами для росписи послужили тушь, краски и позолоченная бумага. В росписи ширмы «Бурные волны» появляется несвойственная Огате Корину экспрессия, а основным средством выразительности на работе становится использование линий, созданных тушью.
Непосредственным источником вдохновения для создания этой ширмы предположительно стали произведения художника Сэссона Сюкэя (около 1504 г. — около 1589 г.), чьи сохранившиеся в настоящее время работы включают в себя ряд несколько динамичных и таинственных изображений морских волн, среди которых «Белая цапля, луна и волны» и «Волны и ветер». Также в работе прослеживается влияние Тавараи Сотацу, специализировавшегося на мрачных пейзажах, однако при этом произведение Огаты Корина является самостоятельной интерпретацией художника пугающей и яростной морской стихии. В свою очередь, «Бурные волны» произвели впечатление на последователя Огаты Корина Сакаи Хоицу, который в 1805 году создал своё произведение «Волны», где художник старался передать похожую пугающую атмосферу и предчувствие опасности. В своё время семья Хоицу попросила у Огаты Корина выполнить работу на заказ, таким образом, некоторые эскизы и рисунки Корина оказались у Сакаи Хоицу на руках и он мог их изучать в подробностях. «Волны» Сакаи Хоицу, созданные тушью по посеребрённой бумаге, стали более абстрактными, чем работа Огаты Корина, но сохранили их демонический характер.
На ширме присутствует подпись «Досу» — псевдоним, который Огата Корин стал использовать с 1704 года. Недавние исследования показывают, что ширма создавалась им между 1704 и 1709 годами, во время переходного периода в его творчестве, когда Огата Корин проживал в городе Эдо (ныне Токио). Работы художника в этот периода характеризуются сильным влиянием творчества представителей школы Кано.